# Melissa Jennison
Melissa Jennison, avstralska lokostrelka, * 7. maj 1982.
Sodelovala je na lokostrelskem delu poletnih olimpijskih igrah 2004, kjer je osvojila 19. mesto v individualni in 11. mesto v ekipni konkurenci.